# Stadion Miejski w Malborku
Stadion Miejski – wielofunkcyjny stadion w Malborku, w Polsce. Obiekt może pomieścić 1730 widzów, z czego 320 miejsc jest zadaszonych. Swoje spotkania rozgrywają na nim piłkarze klubu Pomezania Malbork (w latach 1994–1997 zespół ten występował w II lidze).